# حسام الدين لؤلؤ
ولد حسام الدين لؤلؤ في النصف الأول من القرن السادس الهجري، وقد كان قائدًا مظفرًا، شجاعًا، كريمًا. وقد كان قائدًا للأسطول الايوبي الإسلامي لمواجهة الصليبيين حيث نظم أسطوله، ودعمه بالبحارة من كل أنحاء العالم الإسلامي وكان حينئد تفوق كاسح للاسطول الصليبى واحد أهم اسلحة الفرنج في مواجهة المسلمين فكانت الحملات الصليبية عادة ما تاتى عن طريق البحر
اما أشهر الحوادث التي برهنت على عبقرية قبطان المسلمين مواجهته مع اللص اللعين رينو دى شاتيو أو حسب المسمى العربي ارناط وصفه بعض علماء المسلمين بأنه أغدر الفرنجة وأخبثهم وأنقضهم للمواثيق وأنكثهم وأحنثهم حتى انه لم يسلم من لعنة المؤرخيين الأوروبيين.. لدرجة أن القاضي الفاضل أفتى في تلك الأيام أن الحج ليس بواجب على أهل تلك البقعة الذين لا يمرون إلا من هذا الطريق لعدم أمنهم لشدة فتكه بقوافل الحجاج المارة بهذا الطريق.. وانتهك عام (577هـ) هدنة معقودة بين المسلمين والصليبيين، وجمع جيشه وسار إلى تيماء، ثم حدثته نفسه بالمسير إلى مدينة الرسول صلى الله عليه وسلم ليستولي عليها، وبذلك يوجه أكبر صفعة للإسلام والمسلمين (ولكن اين أنت يارناط من ابرهة الحبشى الذي حاول قبلك وكان مصيره الذل والهوان). ولكن أمير دمشق من قبل صلاح الدين الأيوبي أغار على حصن الكرك معقل ارناط وكبَّد النصارى خسائر كبيرة، مما اضطر أرناط العدول عن خطته والعودة وعدم غزو المدينة. وفي عام (578هـ) شرع أرناط في بناء سفن نقلها إلى ساحل البحر الأحمر مفككة على ظهور الجمال وعبر بها الأراضي العربية كانها قافلة تجارية عابرة، ولم يكن للصليبيين وجود في البحر الأحمر قبل هذا، وباغت المسلمين في ديارهم على حين غفلة؛ فقتل، ونهب، وسلب، وأسر، ثم توجه إلى أرض الحجاز وسار باتجاه المدينة المنورة مرة أخرى حتى وصل إلى رابغ، حتى لم يكن بينه وبين المدينة إلا مسيرة ليلة واحدة، فعند ذلك أمر صلاح الدين أميره على مصر وواليه عليها الملك العادل إلى إعداد أسطول قوي في البحر الأحمر وتجهيزه بقيادة الأمير حسام الدين لؤلؤ..والان الاختبار الحقيقى لبراعة القبطان المسلم فأى تاخير أو ابطاء ستكون العواقب وخيمة ففى سرعة البرق وفي دقة وسرعة مذهلة أمر قائد الأسطول الشيخ حسام الدين لؤلؤ بحل المراكب مفككة على الجمال ثم أشرف على تركيبها في رمضان 578 هـ= يناير سنة 1183 م وتعميرها بالرجال الاشداء ثم يأتي وصف المعركة، فقد فرق لؤلؤ الأسطول إلى فرقتين. فصارت الأولى إلى قلعة أيلة واستولت على مراكب العدو برمتها، وقتلت أكثر مقاتل اتها إلا من تعلق بهضبة من الهضاب، أو دخل في شعب من الشعاب.. أما الفرقة الثانية فذهبت إلى عيذاب، وأطلقت المأسورين من المسلمين، وردت عليهم ما سلب منهم، ولم تجد الصليبيين هناك..وما زال لؤلؤ وأتباعه يتبعونه ليل نهار، حتى أدركهم بعد خمسة أيام على مسافة يوم من المدينة فأسلموا أنفسهم له، وعاد بهم لؤلؤ إلى مصر وفي أرجلهم القيود..وانطلق من بلد إلى بلد، وهو يتعقب الأسطول الصليبي، موقعا به الهزيمة الواحدة تلو الأخرى.أرسل السلطان صلاح الدين رسالة بقلم القاضي الفاضل إلى أخيه الملك العادل أبي بكر، بشأن انتصار الأسطول المصري بقيادة أميره حسام الدين لؤلؤ على الأسطول الصليبي، الذي جرؤ فعبر مياه البحر الأحمر، قاصدا مهاجمة مدينتي مكة والمدينة جاء فيها:«وما كان لؤلؤ فيها إلا سهما أصاب وسيفا قطع … ركب السبيلين: براً وبحراً، وامتطى السابقين: مركبا وظهرا، وخطا فأوسع الخطو، وغزا فأنجح الغزو» وأبدى إعجابه بالبسالة الحربية والتضحية المالية التي بذلها المسلمون.وأمر صلاح الدين بقتل الأسرى منهم في مصر أمام الناس حتى لا تسول لأحد نفسه بغزو الحجاز مرة أخرى.وبالفع تم تنفيذ الحكم العادل في أعداء الله وذبحوا كالنعاج أما أرناط فقد استطاع الهرب للاسف والعودة إلى حصن الكرك..ولكنه لم ينجُ من سيف صلاح الدين الذي قتله بيديه بعد معركة حطين الشهيرة وتوفى حسام الدين رحمه الله في نهاية القرن السادس الهجري بعد أن أحرز النصر للمسلمين واذاق الصليبيين مرارة الهزيمة تلك نبذة مختصرة من حياة أحد رجال الإسلام المنسيين